# Howard Burnett
Howard Burnett (Howard McNeal Burnett; * 8. März 1961) ist ein ehemaliger jamaikanischer Sprinter, der sich auf den 400-Meter-Lauf spezialisiert hatte.
Bei den Olympischen Spielen 1988 in Seoul wurde er im Vorlauf der 4-mal-400-Meter-Staffel eingesetzt. Das jamaikanische Team gewann schließlich Silber. 
1989 siegte er beim Leichtathletik-Weltcup in Barcelona mit der amerikanischen 4-mal-400-Meter-Stafette.
Im Jahr darauf gewann er bei den Commonwealth Games 1990 in Auckland mit der jamaikanischen Stafette Bronze und bei den Zentralamerika- und Karibikspielen in Mexiko-Stadt Bronze über 400 m.
1991 wurde er bei den Hallenweltmeisterschaften in Sevilla Fünfter. Bei den Panamerikanischen Spielen in Havanna wurde er Sechster im Einzelbewerb und gewann Bronze mit der jamaikanischen Stafette. Bei den Leichtathletik-Weltmeisterschaften in Tokio wurde er im Vorlauf der 4-mal-400-Meter-Staffel eingesetzt und trug so zum Gewinn der Bronzemedaille für die jamaikanische Mannschaft bei.

## Bestzeiten
- 400 m: 45,27 s, 21. August 1990, Rovereto (handgestoppt: 45,1 s, 30. Juni 1990, Kingston)
  - Halle: 46,05 s, 4. März 1990, Allston